# Breiter Luzin
Der Breite Luzin [luˈtsiːn] ist ein See in der Feldberger Seenlandschaft im Osten Mecklenburgs.

## Name
In den schriftlichen Aufzeichnungen von 1578 wird der See als Loczin bzw. Lotzin bezeichnet. Der Name stammt aus dem Slawischen und leitet sich entweder von *los für 'Elch' oder *loza für 'Rute, Weide' ab. Eine alternative Etymologie sieht in dem Namen ein Weiterleben des Stammesnamens der slawischen Liutizen.

## Lage
Der See hat eine Länge von rund 3,3 Kilometern und eine Breite von 1,8 Kilometern. Er befindet sich im Naturpark Feldberger Seenlandschaft nordöstlich von deren Hauptort Feldberg, in Mecklenburg-Vorpommern im Landkreis Mecklenburgische Seenplatte in Ostmecklenburg.

## Entstehung
Er ist ein glazialer Zungenbeckensee, der während der Weichseleiszeit entstanden ist. Der Breite Luzin ist nach dem Schaalsee und dem Tiefen See der dritttiefste See in Mecklenburg-Vorpommern.

## Gliederung
Der See ist in zwei Teile gegliedert, die durch die Landzunge Mönkenwerder getrennt sind. Der westliche Teil ist der deutlich größere und tiefere. Das nordwestliche Ufer ist unter und über Wasser sehr steil, weshalb sich dort auch kaum Schilf befindet. Größtenteils ist es mit Mischwald bestanden, dessen Hauptbestandteil Rotbuchen sind. Der südöstliche Teil des Sees ist von Weide- und Ackerflächen begrenzt. Am Ufer befindet sich jedoch auch dort ein Schwarzerlengürtel. Im Unterschied zum übrigen ist das südöstliche Ufer flacher und besitzt einen breiten Schilfgürtel. Der östliche Teil des Sees (Lütter See) ist deutlich kleiner und flacher, besitzt zwei zentral gelegene Inseln und ist bis zu 10 Meter tief. Die Ufer sind hier verhältnismäßig flach, größtenteils beschilft und bewaldet. Der Hals, der durch den Bau des Erddamms vom Schmalen Luzin abgetrennt wurde, muss jetzt dem Breiten Luzin zugeordnet werden.

## Nutzung
Der See wird zu Erholungszwecken und für den Fischfang genutzt. An ihm befinden sich vier Badestrände, von denen sich einer am Westufer an der Feldberger Hütte, ein FKK-Strand am Südostufer und ein weiterer Strand am Nordostufer befindet. Der vierte Badestrand befindet sich an der L 231 (am Lütten See).
Das Befahren des Sees mit Booten mit Verbrennungsmotor ist nur Einheimischen gestattet.

## Fauna
Häufige Fischarten sind: Aal, Quappe, Hecht, Flussbarsch, Plötze, Kaulbarsch, Blei, Schleie, Ukelei, Kleine Maräne und die endemische Luzin-Maräne; selten kommen Karausche, Güster, Dreistachliger Stichling, Karpfen, Silberkarpfen, Zander und Wels vor. Die Sibirische Groppe (Cottus poecilopus) ist sehr selten vorhanden.
Als Krebs- und Weichtiere sind im See der Amerikanische Flusskrebs, die Schwebegarnele (Mysis relicta) und die Große Flussmuschel (Unio tumidus) beheimatet, die in Deutschland mittlerweile extrem selten ist.